# Музей-квартира А. А. Блока
Музей-квартира А. Блока (Санкт-Петербург, ул. Декабристов д. 57) — музей в Санкт-Петербурге. Филиал Музея истории Санкт-Петербурга.

## Экспозиция
Музей расположен на двух площадях: в мемориальной квартире на 4-м этаже (квартира № 21), с уникальными подлинными предметами обстановки и убранства, принадлежавшими поэту, и в квартире на 2-м этаже (квартира № 23), где развёрнута литературная экспозиция, рассказывающая о его жизни и творчестве.

## История
Музей открыт 28 ноября 1980 года, к столетию со дня рождения поэта, в доме, где Александр Александрович Блок прожил, занимая последовательно, с июля 1912 года до своей смерти в августе 1921 году, две квартиры.
После смерти поэта его архив, библиотека и собрание личных вещей сохранялись его женой — Л. Д. Блок. После её кончины в 1939 году они были переданы в Институт русской литературы Академии Наук СССР (Пушкинский дом), где частично экспонировались в 1960—1970-х годах.
Посетивший в 1954 году музей К. Г. Паустовский высказывал удивление, что Блок выбрал для жизни место, столь несоответствующее его поэзии. Очевидное объяснение этому, на взгляд Паустовского, заключалось в желании поэта обрести дом-крепость, приблизить его к заливу, к рано затихающей окраине, чтобы ночью слушать шелест листьев дерева за окном, шум горячей воды в отопительной батарее и думать «как мы, поэты, ценим жизнь в мимолётных мелочах».
В 2008 году в квартире № 21 состоялось открытие экспозиции «Блок и его окружение».
По соседству с домом, где жил поэт, расположен
Банный мост (Мост Вздохов). Нередко на нём стояли поклонницы поэта и, вздыхая, смотрели на его окна.